# Stazione di Pianzano
Stazione di Pianzano vasútállomás Olaszországban, Veneto régióban, Godega di Sant'Urbano településen.

## Vasútvonalak
Az állomást az alábbi vasútvonalak érintik:
- Velence–Udine-vasútvonal

## Kapcsolódó állomások
A vasútállomáshoz az alábbi állomások vannak a legközelebb: 
- Stazione di Orsago (Stazione di Udine)
- Stazione di Conegliano (Stazione di Venezia Santa Lucia)